# Alachosquilla vicina
Alachosquilla vicina is een bidsprinkhaankreeftensoort uit de familie van de Nannosquillidae. De wetenschappelijke naam van de soort is voor het eerst geldig gepubliceerd in 1904 door Nobili.